# DeShon Elliott
DeShon Elliott (Dallas, Texas, 21 de abril de 1997) es un jugador profesional estadounidense de fútbol americano que se desempeña en la posición de safety en Pittsburgh Steelers, equipo de la National Football League (NFL).

## Carrera
Fue seleccionado en la sexta ronda en la Reunión Anual de Selección de Jugadores de la NFL de 2018. En 2019, hizo su debut profesional con el equipo Baltimore Ravens, en el cual jugó tres temporadas (2019-2022), después pasó a Detroit Lions (2022-2023), luego a Miami Dolphins (2023-2024), posteriormente a Pittsburgh Steelers, donde lleva jugando una temporada.